# Уторопи (заповідне урочище)
Уторо́пи — заповідне урочище місцевого значення в Україні. Об'єкт природно-заповідного фонду Івано-Франківської області.
Розташоване в межах Косівського району Івано-Франківської області, неподалік від села Уторопи.
Площа 6 га. Статус надано згідно з розпорядженням облдержадміністрації від 23.06.1997 р. № 443. Перебуває у віданні ДП «Кутське лісове господарство» (Яблунівське л-во, кв. 14, вид. 32).
Статус надано для збереження частини лісового масиву з насадженнями сосни звичайної з домішками смереки та ялиці віком 105 років.